# Душан Спасојевић (дипломата)
Душан Спасојевић (Београд, 28. јануар 1974) српски је правник, политичар, дипломата и публициста. Некадашњи је амбасадор Републике Србије у Турској, а од 2016. године је амбасадор Републике Србије у Грчкој. Био је саветник председника Републике Србије (2004–2007), затим помоћник министра и државни секретар Министарства одбране Републике Србије (2007–2011). Био је и интернационални секретар Демократске странке од 2013. до 2014. године.

## Биографија

### Образовање
Рођен је 28. јануара 1974. године у Београду. Завршио је студије на Правном факултету Универзитета у Београду, а потом магистрирао у области међународних односа на Лондонској школи економије и политичких наука, где је одбранио магистарску тезу "До европских интеграција преко регионалне сарадње: Европска унија и Западни Балкан".

### Каријера
У савезном министарству унутрашњих послова СР Југославије је радио од краја 2000. године, где је био и шеф кабинета савезног министра. Од августа 2004. до маја 2007. године је био спољнополитички саветник председника Републике Србије Бориса Тадића. Одатле прелази на место помоћника министра одбране Драгана Шутановца. У фебруару 2008. године, изабран је за државног секретара Министарства одбране Републике Србије. Истовремено је био и потпредседник Координационог тела Владе Републике Србије за општине Бујановац, Прешево и Медвеђа.
Дужност амбасадор Републике Србије у Турској обављао је од 27. јануара 2011. године до 25. јуна 2013. године. Председништво Демократске странке га је 23. јула изабрало за интернационалног секретара Демократске странке и председника Одбора за спољну политику.
Смењен је решењем министра спољних послова Ивана Мркића, уз образложење да је јавним оценама политичких прилика у Турској прекршио закон и правилника којима се уређује понашање амбасадора. Потом је две године радио као саветник генералног директора предузећа "Техно-прогрес" д.о.о. из Београда.
Оставку на место интернационалног секретара Демократске странке је поднео у априлу 2014. године, након што су две посланике Демократске странке у Парламентарној скупштини Савета Европе (Наташа Вучковић и Весна Марјановић), гласале за предлог да се Руској Федерацији одузме глас у Парламентарној скупштини, као и да се она искључи из њених водећих органа.
За амбасадора Републике Србије у Грчкој именован је крајем 2015. године. На дужност је ступио у јануару 2016. године.
Објавио је неколико есеја и чланака из области међународних односа у часопису Међународна политика, као и текстове и анализе на спољнополитичке теме у Политици, Данасу, Времену и НИН-у.

### Приватни живот
Ожењен је и има двоје деце. Говори енглески језик, а служи се и руским језиком.

## Одликовања
- Орден части, доделио председник Републике Грчке (2007);
- Орден италијанске звезде солидарности, доделио председник Италијанске Републике (2009).

## Дела
- Између Турске и Европе: записи и сведочанства између две дипломатске мисије, Чигоја, Београд 2016,  978-86-531-0219-7;
- Грчка: рат за независност, стварање државе и препород нације, Чигоја штампа - Институт за новију историју Србије - Институт за европске студије - Фондација "Шапер",  978-86-531-0664-5.[8]